# Vidre persa
El vidre persa és el que feien els artesans perses de la dinastia sassànida (i posteriors) igual que els bizantins que van treballar el vidre artísticament distingint els seus productes per les incrustacions de pedreria, els daurats i els dibuixos propis del seu estil. Però són escassíssims els exemplars que es conserven.
Un d'ells és el famós got persa conegut amb el nom de  Copa de Còsroes I , abans anomenat  Copa de Salomó , format per una peça de cristall de roca en el centre apareix gravada la figura d'un monarca assegut i addicionat amb vidre que porta pedres fines incrustades. Aquesta OBR a de singular mèrit i raresa es troba avui en el Gabinet de Medalles de París.
En el tresor de la catedral de Gènova es custodia un plat de vidre oriental i de forma hexagonal portat de Cesarea pels croats el 1102. Es coneix amb el nom de  Sacro Catino o Calze de Gènova  doncs es deia que va servir en l'últim sopar. Abans del segle xix es va creure que estava llaurat d'una gran maragda. No obstant això, durant la invasió de Napoleó en 1806 es va portar a París i es va trencar en el trasllat provant d'aquesta manera que la peça era de vidre.